# How Do You Know
How Do You Know is een romantische komedie/dramafilm uit 2010 en geregisseerd, geschreven en geproduceerd door James L. Brooks.

## Verhaal
Een romantische komedie waarin zakenman George en honkbalspeler uit de Major league Matty allebei verliefd raken op Lisa een professionele softbalspeelster.

## Rolverdeling
| Acteur            | Personage       |
| ----------------- | --------------- |
| Reese Witherspoon | Lisa Jorgenson  |
| Paul Rudd         | George Madison  |
| Owen Wilson       | Matty Reynolds  |
| Jack Nicholson    | Charles Madison |
| Kathryn Hahn      | Annie           |
| Mark Linn-Baker   | Ron             |
| Shelley Conn      | Terry           |
| Lenny Venito      | Al              |
| Molly Price       | Coach Sally     |

## Achtergrond

### Ontwikkeling
James L. Brooks begon aan de film in 2005 te werken over een jonge vrouwelijke atlete. Interviews van vele uren van vrouwen zijn voorafgegaan voor het onderzoek voor de film.

### Productie
De productie van de film begon maart 2009 tot eind oktober 2009. De opnames vonden plaats in Philadelphia en Washington D.C. in juni 2009. De totale productiekosten van de film waren 120 miljoen dollar. De opbrengst in de Verenigde Staten was 30.212.620 dollar en buiten de Verenigde Staten was dat 18.456.287 dollar.